# محمدکاظم دانش
محمد کاظم دانش (زاده ۱۳۱۸ دزفول - درگذشته ۷ تیر ۱۳۶۰ تهران) سیاست‌مدار ایرانی بود، که در دوره اول مجلس شورای اسلامی به‌عنوان نماینده حوزهٔ انتخابیهٔ شوش و اندیمشک، از استان خوزستان در مجلس شورای اسلامی حضور داشت. وی از جمله ۷۵ نفری بود، که در بمب‌گذاری در دفتر حزب جمهوری اسلامی کشته شد.